# Президентские выборы в Нигерии (2011)

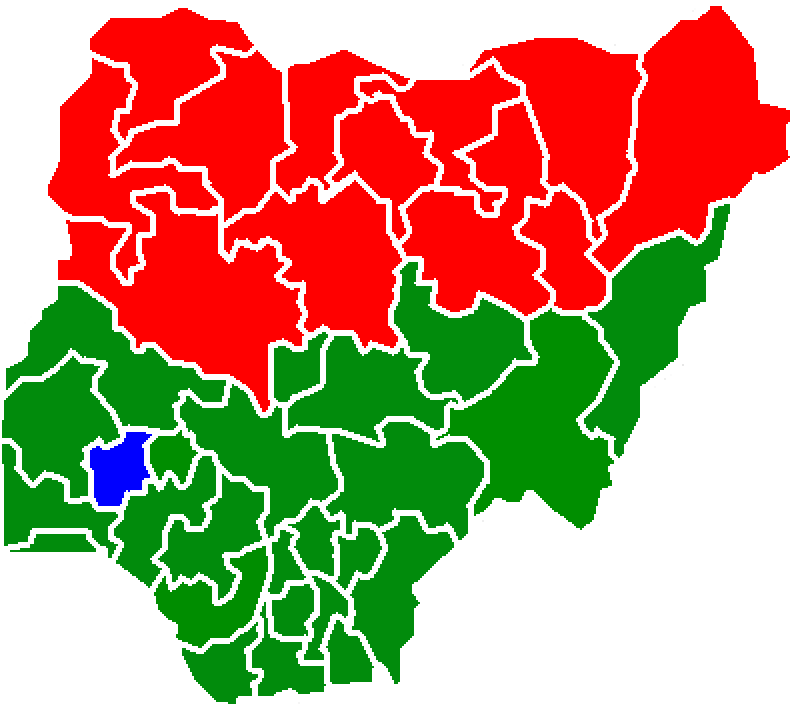
Результаты голосования по штатам:
Гудлак Джонатан
Мохаммаду Бухари
Нуху Рибаду

Президентские выборы в Нигерии прошли 16 апреля 2011 года. Первоначально выборы были запланированы на 9 апреля, но были перенесены из-за неготовности избирательных участков к проходящим ранее на неделю парламентским выборам. Власти страны пообещали сделать выборы соответствующими международным демократическим стандартам, хотя Нигерию традиционно обвиняют в многочисленных нарушениях в ходе выборов. Право голоса имеет 73 миллиона нигерийцев.
Фаворитами выборов называют действующего президента Гудлака Джонатана и генерала Мохаммаду Бухари, руководившего Нигерией два года после военного переворота 1983 года. Джонатан представляет южную часть Нигерии, принадлежит к народу иджо и исповедует христианство, в то время как Бухари относится к северному народу фула (фульбе) и исповедует ислам. Всего для участия в выборах было зарегистрировано 20 кандидатов.
Ночью перед голосованием произошёл взрыв перед зданием избирательной комиссии, а вскоре после начала голосования в городе Майдугури произошёл взрыв возле полицейского участка. Тем не менее, международные наблюдатели отметили, что впервые за 10 лет выборы в Нигерии прошли в целом в спокойной обстановке.
По данным предварительного подсчёта голосов, Гудлак Джонатан получил большинство голосов избирателей — примерно вдвое больше, чем Бухари. Кроме того, Джонатан получил поддержку более четверти избирателей в 24 из 36 штатов страны, чего требует законодательство для победы в первом туре. Окончательные результаты подтвердили победу Джонатана в первом туре.Бухари заявил, что не признаёт результаты выборов из-за нарушений во время подсчёта голосов. После объявления результатов в северных штатах начались массовые беспорядки, которые унесли более 500 жизней.

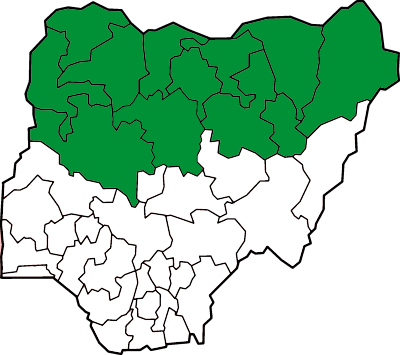
12 нигерийских штатов в которых действуют законы Шариата.

| Кандидат         | Голосов              |
| ---------------- | -------------------- |
| Гудлак Джонатан  | 22 495 187 (58,89 %) |
| Мохаммаду Бухари | 12 214 853 (31,98 %) |
| Нуху Рибаду      | 2 079 151 (5,41 %)   |
| Ибрагим Шекарау  | 917 012 (2,4 %)      |